# Acalypha schlechteri
Acalypha schlechteri är en törelväxtart som beskrevs av Michel Gandoger. Acalypha schlechteri ingår i släktet akalyfor, och familjen törelväxter. Inga underarter finns listade i Catalogue of Life.